# 블랑슈 (가수)
블랑슈(Blanche, 1999년 6월 10일 ~ )는 벨기에의 싱어송라이터이다. 더 보이스 벨기에 시즌 5 참가자이다. 유로비전 송 콘테스트 2017에서 벨기에 대표로 참가했다.